# Joseph Petzoldt
Joseph Petzoldt (* 4. November 1862 in Altenburg; † 1. August 1929 in Berlin) war ein deutscher Philosoph und Anhänger des Empiriokritizismus.

## Leben

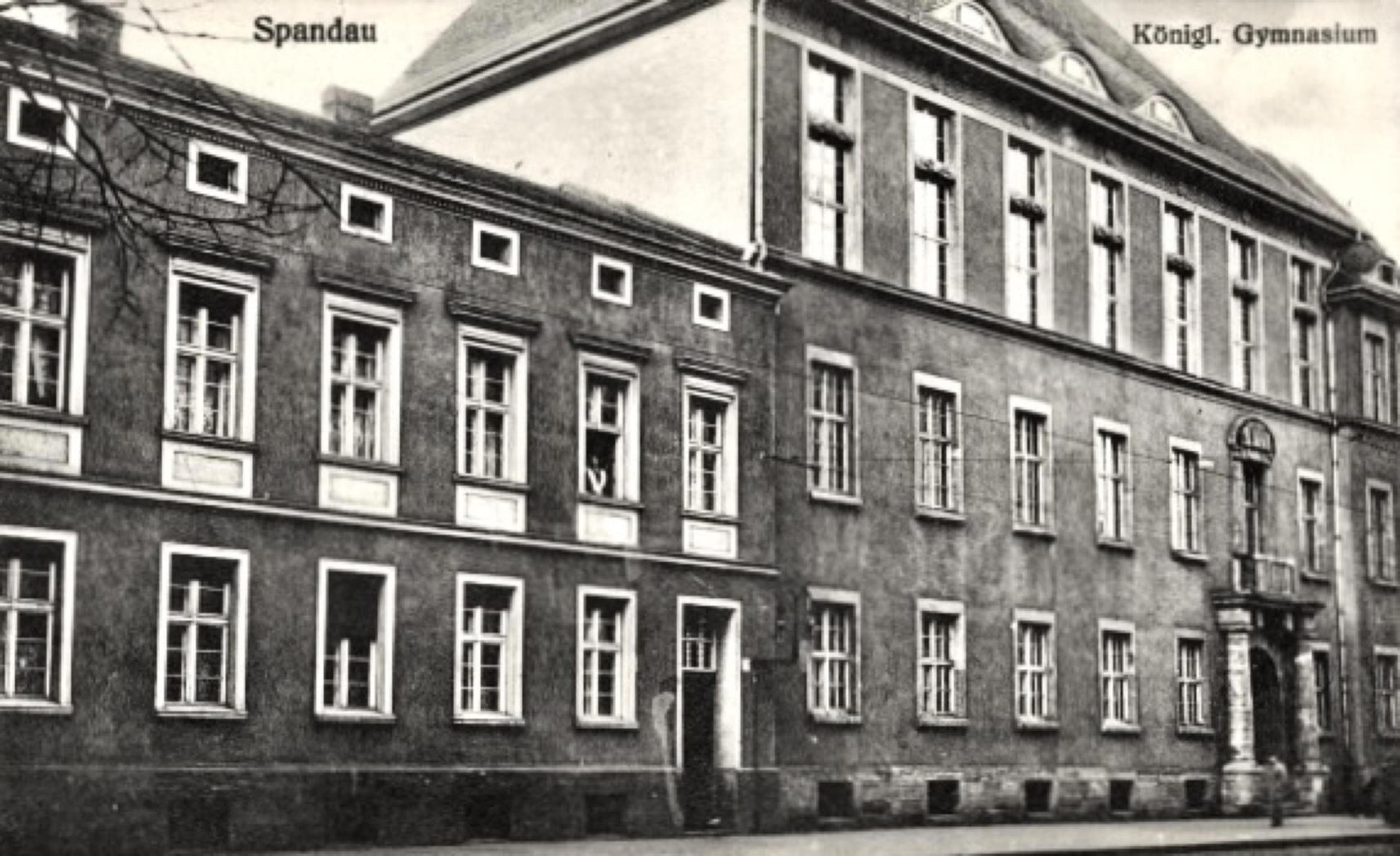
Königliches Gymnasium zu Spandau, um 1910

Während seines Studiums wurde Petzoldt 1882 Mitglied der Burschenschaft Germania Jena. Er promovierte 1890 in Göttingen zum Ökonomieprinzip mit der Arbeit Maxima, Minima und Ökonomie. 1891 trat er eine Stelle als Oberlehrer im Königlichen Gymnasium Spandau an. 1904 habilitierte er sich in Philosophie mit dem zweiten Band seiner Einführung in die Philosophie der Reinen Erfahrung und unterrichtete auch als Privatdozent an der TH Charlottenburg (heute: TU Berlin). 1909 bemühte er sich darum, den als hochbegabt geltenden Schüler Otto Braun privat unterrichten zu dürfen. Im Jahre 1922 wurde er an der TH Charlottenburg zum außerordentlichen Professor für Philosophie ernannt. Ludwig Wittgenstein besuchte möglicherweise Petzoldts Vorlesungen über Mechanik in Berlin zwischen 1906 und 1908.

## Philosophie und Relativitätstheorie
Petzoldts Philosophie, entwickelt and Ende des 19. and Beginn des 20. Jahrhunters, und welche er seit 1912 als „relativistischen Positivismus“ bezeichnete, war eine Weiterentwicklung des sensualistisch geprägten Empiriokritizismus von Ernst Mach und Richard Avenarius. Er betonte den relativen Charakter aller Phänomene aus der Sichte der jeweiligen Beobachter im Sinne von Protagoras und die Verwerfung des Substanzbegriffs im Sinne George Berkeleys, wodurch der Unterschied zwischen Schein und Sein beseitigt werde, und verband dies mit dem „Gesetz der Eindeutigkeit“ wonach alle Beobachter zu einer eindeutig bestimmten Beschreibung der Phänomene kommen müssen. Vladimir Lenin kritisierte Petzoldt und andere Anhänger Machs in seinem Werk Materialismus und Empiriokritizismus (1909) als angebliche Vertreter eines Solipsismus. Petzoldt war Begründer und erster Vorsitzender der Gesellschaft für positivistische Philosophie (1912–1921) welche u. a. von Albert Einstein, David Hilbert, Sigmund Freud, Felix Klein unterstützt wurde. 1927 war er Mitbegründer der „Berliner Ortsgruppe“ der „Internationalen Gesellschaft für empirische Philosophie“, welche 1928 umbenannt wurde in „Berliner Gesellschaft für empirische Philosophie“ und nach Petzoldts Tod von Mitgliedern des Berliner Kreises geleitet wurde.
Wie Hentschel und noch detaillierter Russo Krauss zeigten, war Petzoldt ein früher Anhänger und Interpret der Relativitätstheorie: 1912 und insbesondere 1914 fasste er die Theorie als konsequente Umsetzung der Machschen Philosophie bzw. des relativistischen Positivismus auf. Das betraf die Gleichwertigkeit aller Beobachterstandpunkte, die Relativität von Längen und Zeiten, und die Lichtkonstanz als direkte Konsequenz des Fizeau-Experiments und des Michelson-Morley-Experiments, wobei er allerdings die Annahme kritisierte, wonach Geschwindigkeiten größer als die des Lichts ausgeschlossen sind. Petzoldts Arbeit von 1914 wurde von Einstein sehr wohlwollend aufgenommen: Er empfahl sie öffentlich in einem Zeitungsartikel, und auch privat teilte er Petzoldt seine weitgehende Zustimmung mit (wobei Einstein allerdings Petzoldts fehlerhafte Darstellung des Zwillingsparadoxons korrigieren musste). Bei einem persönlichen Treffen übergab Petzoldt an Einstein eines seiner Bücher, worauf Einstein in einem Brief an Petzoldt schrieb, er habe „mit Freude“ aus dem Buch entnommen, dass er schon längst sein „Gesinnungsgenosse“ gewesen sei. Laut Howard dürfte auch Petzoldts philosophisches „Gesetz der Eindeutigkeit“ bei Einstein auf Zustimmung gestoßen sein. Petzoldt dankte Einstein in einem Brief aus 1919 dafür, dass dieser ihn für eine Philosophieprofessur empfohlen hatte, obwohl diese Initiative nicht von Erfolg gekrönt war.
Petzoldt vertrat seine Interpretation auch in den 1920er Jahren, wobei er glaubte, dass mit der allgemeinen Relativitätstheorie eine noch weitergehende Annäherung an die Ideale der Machschen Philosophie erreicht worden sei, insbesondere wegen der Rolle des Machschen Prinzips und aller „Koinzidenzen von Empfindungen“ in der Theorie.
Petzoldts radikale relativistisch-positivistische Interpretation der Relativitätstheorie, zusammen mit nicht ausreichendem technischen Verständnis, führte allerdings auch zu grundlegenden Fehlern: 1918/19 kritisierte er Darstellungen der Theorie, in denen seiner Meinung nach auf „absolute“ Anschauungen und Konzepte zurückgegriffen wird, woraufhin Einstein sich von Petzoldt „enttäuscht“ zeigte und darauf verwies, dass dieser früher besser darüber geschrieben habe.
Ebenso missverstand Petzoldt das Ehrenfestsche Paradoxon, was auch ein Briefwechsel mit Einstein im Jahre 1919 nicht aufklären konnte. Auch beim oben erwähnen Zwillingsparadoxon (das er schon 1914 als „Rückfall in absolutistische Denkweise“ bezeichnet hatte) zeigte sich Petzoldt weiterhin uneinsichtig, wie ein Briefwechsel aus dem Jahre 1922 mit Hans Reichenbach demonstriert.
Petzoldt's Philosophie, zusammen mit seiner Interpretation der Relativitätstheorie, wurde vor allem zu Beginn der 1920er zunehmend von anderen Philosophen wie Reichenbach, Moritz Schlick und Ernst Cassirer kritisiert und zurückgewiesen, währenddessen sich auch Einstein allgemein von der Machschen Philosophie wegbewegte hin zu einem philosophischen Realismus, und es kam zu einem Ende des Kontakts zwischen Petzoldt und Einstein nach 1920.
Die philosophischen Beziehungen zwischen Petzoldt, Mach und Einstein spielen auch eine Rolle bei der Kontroverse um ein posthum im Jahre 1921 veröffentlichte Vorwort zu Machs Buch „Optik“, angeblich verfasst von Ernst Mach im Juli 1913, in welchem dieser die Relativitätstheorie ablehnte. Wolters vertritt nämlich die These, dass dieses Vorwort nicht von Ernst Mach stammt, sondern von seinem anti-relativistischen Sohn Ludwig Mach gefälscht wurde, denn diverse Quellen und Briefe würden zeigen, dass Ernst Mach um 1913/1914 die Relativitätstheorie keineswegs ablehnte, sondern eine sehr positive Meinung von ihr hatte. Beispielsweise existiert ein Brief von Ernst Mach an Petzoldt vom 1. Mai 1914, der folgendermaßen beginnt: „Der beiliegende Brief von Einstein beweist das Eindringen der positivistischen Philosophie in die Physik; Sie können sich darüber freuen. Vor einem Jahr war die Philosophie überhaupt, noch eine bloße Dummheit....“ Gemäß Wolters schreibt Mach hier also an Petzoldt, dass es der positivistischen Philosophie gelungen sei, über die Relativitätstheorie (denn als vielleicht fortgeschrittenste physikalische Theorie setzt sie der Philosophie die Maßstäbe) in die moderne Physik zu gelangen, weswegen die positivistische Philosophie im Unterschied zu anderen Philosophien keine Dummheit mehr sei – somit existiere eine emphatische Äußerung Machs für die Relativitätstheorie, die nach dem angeblichen Vorwort des Juli 1913 verfasst wurde.
Wolters berichtet auch von Konflikten zwischen Petzoldt und Ludwig Mach: 1921 veröffentlichte Petzoldt einen Anhang zur 8. Auflage von Ernst Machs Buch „Mechanik“, in welchem Petzoldt die Relativitätstheorie als Konsequenz der Machschen Philosophie schilderte, während Ludwig kurz darauf das oben erwähnte (laut Wolters gefälschte) relativitätskritische Vorwort in der „Optik“ veröffentlichte. Nach dem Tode Petzoldts veröffentlichte Ludwig die 9. Auflage der „Mechanik“ (1933), worin Petzoldts Anhang entfernt wurde und stattdessen ein neues Vorwort erschien, in das Ludwig (laut Wolters abermals gefälschte) ablehnende Aussagen Ernst Machs zur Relativitätstheorie einfügte.

## Schriften (Auswahl)
1. ↑  Maxima, Minima und Ökonomie, 1891 (Online)
2. 1 2  Das Gesetz der Eindeutigkeit, 1895, Vierteljahrsschrift für wissenschaftliche Philosophie (19), S. 146–203 (Online)
3. ↑  Einführung in die Philosophie der Reinen Erfahrung. Erster Band: Die Bestimmtheit der Seele, 1900 (Online)
4. ↑  Einführung in die Philosophie der Reinen Erfahrung. Zweiter Band: Auf dem Wege zum Dauernden, 1904 (Online)
5. ↑  Das Weltproblem von positivistischem Standpunkte aus, 1906, Leipzig: Teubner (Online)
6. ↑  Die Gebiete der absoluten und der relativen Bewegung, 1908, Annalen der Naturphilosophie (7), S. 29–62 (Online)
7. 1 2  Das Weltproblem vom Standpunkte des relativistischen Positivismus aus, 2. Auflage 1912; 3. Auflage 1921; Vierte Auflage 1924
8. ↑  s:Die Relativitätstheorie im erkenntnistheoretischen Zusammenhange des relativistischen Positivismus, 1912. Verhandlungen der Deutschen Physikalischen Gesellschaft, 14. Jahrgang, S. 1055–1064.
9. 1 2  s:Die Relativitätstheorie der Physik, 1914. Zeitschrift für positivistische Philosophie, Bd. 2, S. 1–56
10. ↑  Die Stellung der Relativitätstheorie in der geistigen Entwicklung der Menschheit, Leipzig, Barth, 1921 (Volltext);  2. vermehrte Auflage 1923.
11. 1 2  Das Verhältnis der Machschen Gedankenwelt zur Relativitätstheorie, 1921. Anhang zur achten Auflage von Ernst Machs Die Mechanik in ihrer Entwickelung historisch-kritisch dargestellt, S. 490ff, (Volltext in der Google-Buchsuche)
12. ↑  Mechanistische Naturauffassung und Relativitätstheorie, 1921. Annalen der Philosophie, 2, S. 447–462. (Online)
13. ↑  Verbietet die Relativitätstheorie Raum und Zeit als etwas wirkliches zu denken?, 1918. Verhandlungen der Deutschen Physikalischen Gesellschaft, 20. Jahrgang, S. 189–201. (Online)
14. ↑  Die Unmöglichkeit mechanischer Modelle zur Veranschaulichung der Relativitätstheorie, 1919. Verhandlungen der Deutschen Physikalischen Gesellschaft, 21. Jahrgang, S. 495–503. (Online)

- Sonderschulen für hervorragend Befähigte. Teubner, Leipzig und Berlin 1905. (Reprint 2018: ISBN 978-0-364-32257-4)
- Das allgemeinste Entwicklungsgesetz, 1923
- Das natürliche Höhenziel der menschheitlichen Entwicklung, 1927